# Calamaria ceramensis
Calamaria ceramensis este o specie de șerpi din genul Calamaria, familia Colubridae, descrisă de De Rooij 1913. Conform Catalogue of Life specia Calamaria ceramensis nu are subspecii cunoscute.